# Дрік скіфський
{{#ifeq:0|0|{{#if:|{{#if:Genistascythica|[[]}}|}}}}
Дрік скіфський (Genista scythica Pacz.) — багаторічна трав'яниста рослина, кущ родини бобових (Fabaceae). Занесений до Червоної Книги України.

## Умови місцезростання
Ендемік Північного Причорномор'я та гірського Криму, хамефіт. Зростає на сухих бідних вапнякових відслоненнях та щебенистих ґрунтах на вапняках. Елемент петрофітностепових та чагарничково-степових угруповань кл. Festuco-Brometea, HelianthemoThymetea та порядку Alysso-Sedetalia. Ксерофіт.

## Загальна біоморфологічна характеристика
Стебло до 20 см заввишки, гілки коротко запушені. Листки до 15 мм ланцетні, загострені, темно-зелені, знизу сріблясто-притиснуто запушені, зверху голі. Квітки жовті, зібрані у верхівкові негусті китиці. Плід — біб близько 2 см завдовжки, трохи зігнутий, притисненоволосистий. Квітне у травні — червні, плодоносить у липні–серпні. Розмножується насінням.

## Чисельність та структура популяцій
У степовій зоні популяції локальні та малочисельні, з тенденцією до скорочення. У Криму досить поширений на кам'янистих місцях, іноді домінує разом з Genista albida, з яким утворює гібриди. Причини скорочення чисельності: руйнування екотопів внаслідок видобування крейди і вапняку, надмірні пасовищні навантаження.

## Режим збереження популяцій та заходи з охорони
Занесений до регіонального списку в Донецькій області. Під охороною у Ялтинському та Кримському природних заповідниках, у відділенні «Хомутовський степ» Українського степового ПЗ, у заказнику місцевого значення Пристенське (Донецька обл.) та ряді заказників Криму.
У Миколаївській області зростає у Приінгульському регіональному ландшафтному парку; ландшафтному заказнику «Привільний»; комплексній пам'ятці природи «Громоклійська круча».
Заборонене руйнування місць зростання дроку скіфського, терасування та заліснення схилів.
У спеціально створених умовах вирощуваний у Криворізькому ботанічному саду НАН України